# Neoceroplatus minimax
Neoceroplatus minimax är en tvåvingeart som beskrevs av Edwards 1934. Neoceroplatus minimax ingår i släktet Neoceroplatus och familjen platthornsmyggor. Inga underarter finns listade i Catalogue of Life.